# Isonychus vittipennis
Isonychus vittipennis är en skalbaggsart som beskrevs av Moser 1921. Isonychus vittipennis ingår i släktet Isonychus och familjen Melolonthidae. Inga underarter finns listade i Catalogue of Life.